# Балконис Хајтс (Тексас)
Балконис Хајтс (енгл. Balcones Heights) град је у америчкој савезној држави Тексас. По попису становништва из 2010. у њему је живело 2.941 становника.

## Демографија
Према попису становништва из 2010. у граду је живело 2.941 становника, што је 75 (2,5%) становника мање него 2000. године.
| Група             | 2000.         | 2010.         |
| Белци             | 699 (23,2%)   | 504 (17,1%)   |
| Афроамериканци    | 162 (5,4%)    | 210 (7,1%)    |
| Азијати           | 34 (1,1%)     | 28 (1,0%)     |
| Хиспаноамериканци | 2.099 (69,6%) | 2.190 (74,5%) |
| Укупно            | 3.016         | 2.941         |